# Willis Lamb
Willis Eugene Lamb, Jr. (Los Angeles, 12 juli 1913 – Tucson, 15 mei 2008) was een natuurkundige die in 1955 de Nobelprijs voor de Natuurkunde won voor zijn "Voor zijn ontdekkingen op het gebied van de fijnstructuur van het waterstofspectrum". Lamb en Polykarp Kusch konden precies zekere elektromagnetische eigenschappen van het elektron vaststellen.

## Biografie
Lamb werd geboren in Los Angeles als zoon van Willis Eugene Lamb Sr., telefoontechnicus en Marie Helen Metcalf. Behoudens drie jaar scholing in Oakland genoot hij het grootste deel van zijn scholing op publieke scholen in Los Angeles. In 1930 ging hij naar de universiteit van California te Berkeley, waar hij in 1934 zijn bachelordiploma in de scheikunde verkreeg. Zijn doctoraalstudie theoretische natuurkunde aan dezelfde universiteit leidde in 1938 tot een Ph-D.-graad. Bij zijn dissertatieonderzoek over de elektromagnetische eigenschappen van nucleaire systemen werd Lamb begeleid door professor Robert Oppenheimer.
Na zijn studie ging hij in 1938 naar de Columbia-universiteit als instructeur natuurkunde, en was er achtereenvolgens Associate (1943), Assistent Professor (1945), Associate Professor (1947) en professor vanaf 1948. Tevens was hij van 1943 tot 1951 verbonden aan het Columbia Radition Institute waar het microgolfonderzoek werd uitgevoerd waarvoor hij de Nobelprijs kreeg toegewezen. In 1951 ging hij naar Stanford-universiteit. Van 1956 tot 1962 was hij Fellow of New College en Wykeham Professor natuurkunde aan de universiteit van Oxford. In 1962 werd hij Henry Ford II-professor aan de Yale-universiteit in New Haven en in 1974 kwam hij terecht op de universiteit van Arizona waar hij tot aan zijn pensionering in 2002 aanbleef.

## Werk
Lamb hield zich bezig met de interactie van neutronen met materie, veldtheorie van de atoomkernstructuur, theorieën rond bètaverval, kosmische straling, paarproductie, ordeningsverschijnselen, quadrupole-effecten in moleculen en diamagnetische correcties voor nucleaire resonantie experimenten alsmede de theorie rond het ontwerp van magnetrons en de theorie van microgolfspectroscopie. Ook deed hij studie naar de fijnstructuur van waterstof, deuterium en helium en de verschuivingen van de energieniveaus door kwantumelektrodynamische effecten.
Naar hem is het effect van Lambverschuiving (Lamb-shift) vernoemd, die hij experimenteel onderzocht en in 1949 met Norman Kroll theoretisch verklaarde.

## Erkenning
Naast de Nobelprijs in 1955 mocht Lamb nog enkele wetenschappelijke onderscheidingen in ontvangst nemen, waaronder de Rumford-Prijs van de American Academy of Arts and Sciences (1953), de Research Corporation Award (1955) en de National Medal of Science in 2000. Hij was lid van de National Academy of Sciences en Fellow van de American Physical Society.